# Station Campanhã
Station Porto-Campanhã (Portugees: Estação de Campanhã) is een van de twee hoofdstations van de Portugese stad Porto. Het andere is Station São Bento.